# Hellerina ptasia
Hellerina ptasia är en insektsart som beskrevs av Irena Dworakowska 1972. Hellerina ptasia ingår i släktet Hellerina och familjen dvärgstritar.
Artens utbredningsområde är Tanzania. Inga underarter finns listade i Catalogue of Life.